# Les Bormettes

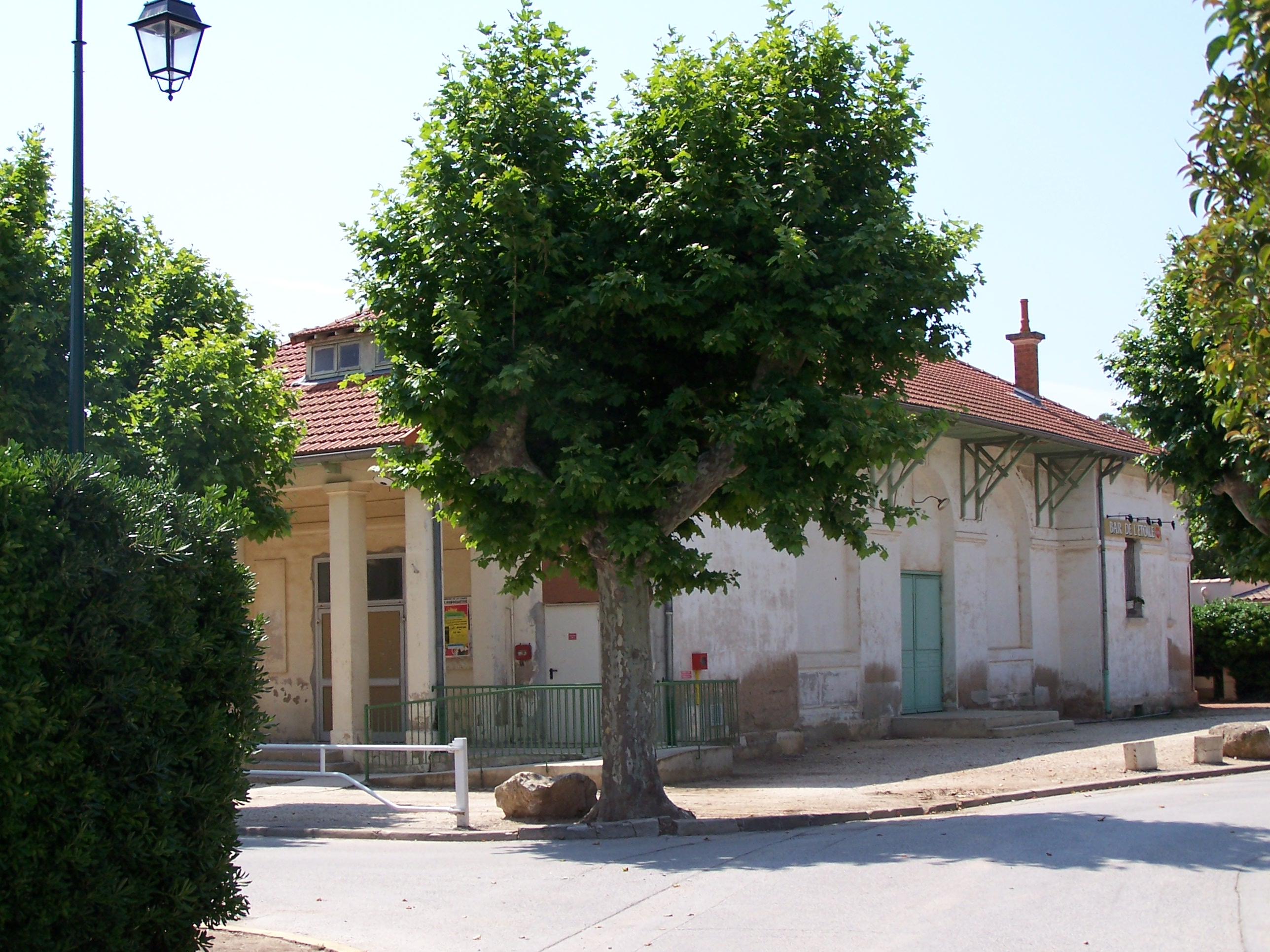
Théâtre des Bormettes

Les Bormettes est un quartier de la ville de La Londe-les-Maures, à l'est de Toulon, dans le département du Var. Son histoire et son architecture - une des rares cités corons du Sud de la France - en font un des plus remarquables sites patrimoniaux londais.

## Localisation et accès

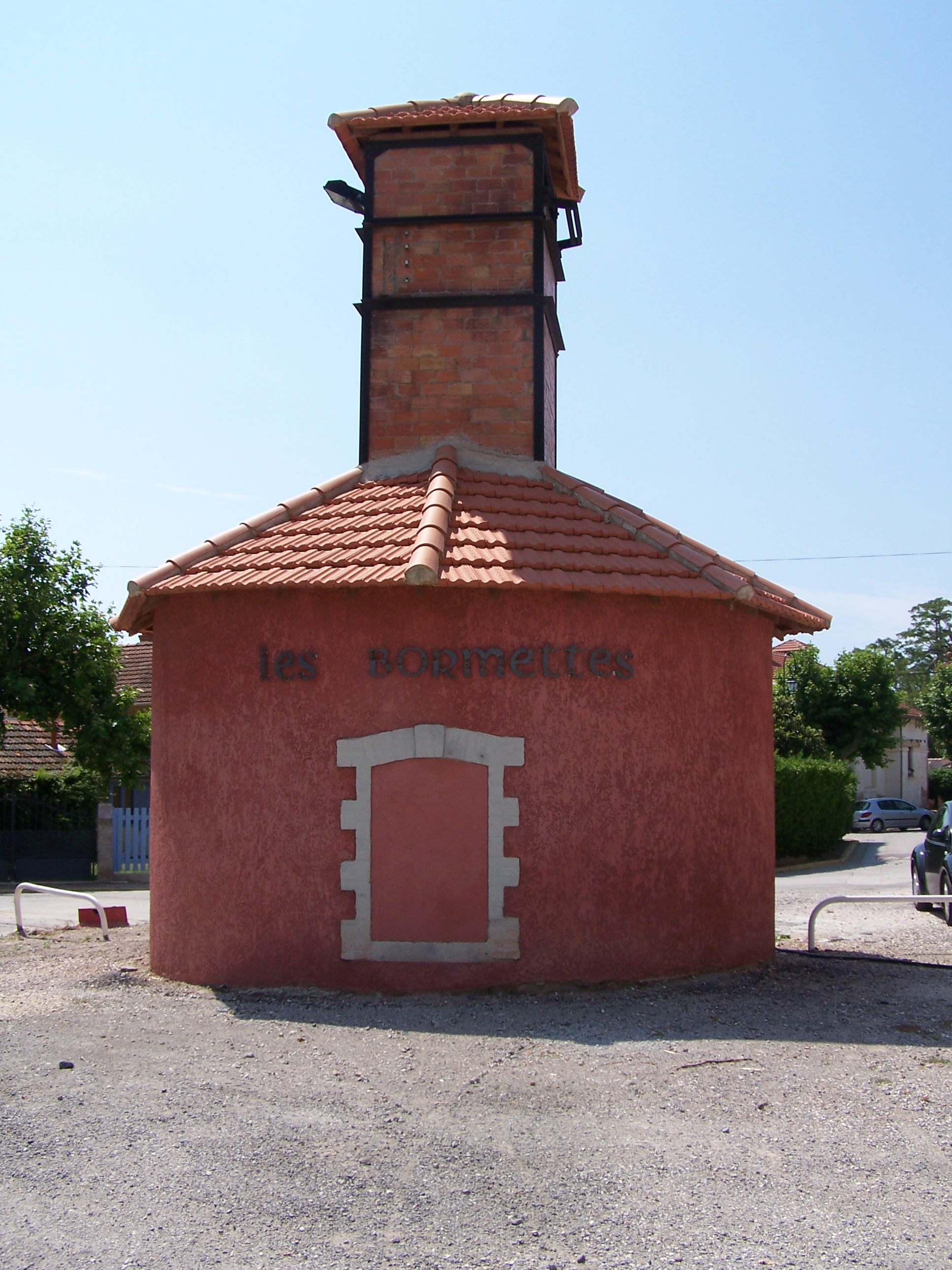

Le quartier des Bormettes est situé au sud-est de La Londe, sur la rive gauche du Maravenne entre le Port Miramar et le quartier de l’Argentière. On peut y accéder par l’avenue De Gaulle ou par la promenade des Annamites.

## Étymologie
Le nom des Bormettes vient de la tribu des Bormani, des Celto-Ligures qui étaient implantés au pourtour de la baie d’Hyères. Ils ont donné leur nom au quartier des Bormettes mais aussi à la commune de Bormes-les-Mimosas.

## Histoire

### Époque romaine
C’est à cette période que l’on trouve les traces d’une première implantation humaine, près de la colline de l’Hôpital. Ceci a pu être établi grâce à des fouilles effectuées au XIXe siècle, où l’on a retrouvé les restes d’un domaine agricole, un fundi, et différents outils agraires. On peut en déduire que les Romains pratiquaient l’exploitation de la vigne, du blé et de l’olivier, sur le territoire de l’actuel quartier des « Bormettes ».

### Moyen Âge
Sur le pic Saint-Martin, est bâti vers le XIIIe siècle un site fortifié qui a abrité de façon éphémère un petit village. Tout près, sur la colline de l’Hôpital, on peut supposer qu’il y avait un hospice ou une léproserie du VIIe, mais les armées allemandes ayant bombardé le site, on ne dispose que d’une aquarelle représentant un bâtiment monastique. Néanmoins une légende londaise raconte qu’en remerciement de soins reçus dans un hospice de la baie d’Hyères (peut-être donc celui des Bormettes), trois chevaliers auraient décroché une croix de leur insigne et l’auraient offert aux Hospitaliers.
Vers le XI-XIIe, les terres des « Bormettes » sont acquises par les monastères de Montrieux et de La Verne. Le premier, à la suite d’un incendie au XVIe, se retire laissant le second acquérir ces domaines et y bâtir un château à vocation viticole. Ce dernier devient rapidement important et les moines prospèrent dans le commerce de l’huile d’olive malgré une destruction du domaine par les Anglo-hollandais lors de la guerre de Succession d'Espagne au début du XVIIIe. Un important moulin à huile est construit en 1707. Les moines resteront propriétaires de la grande majorité des terrains jusqu'à la Révolution.

### Horace Vernet

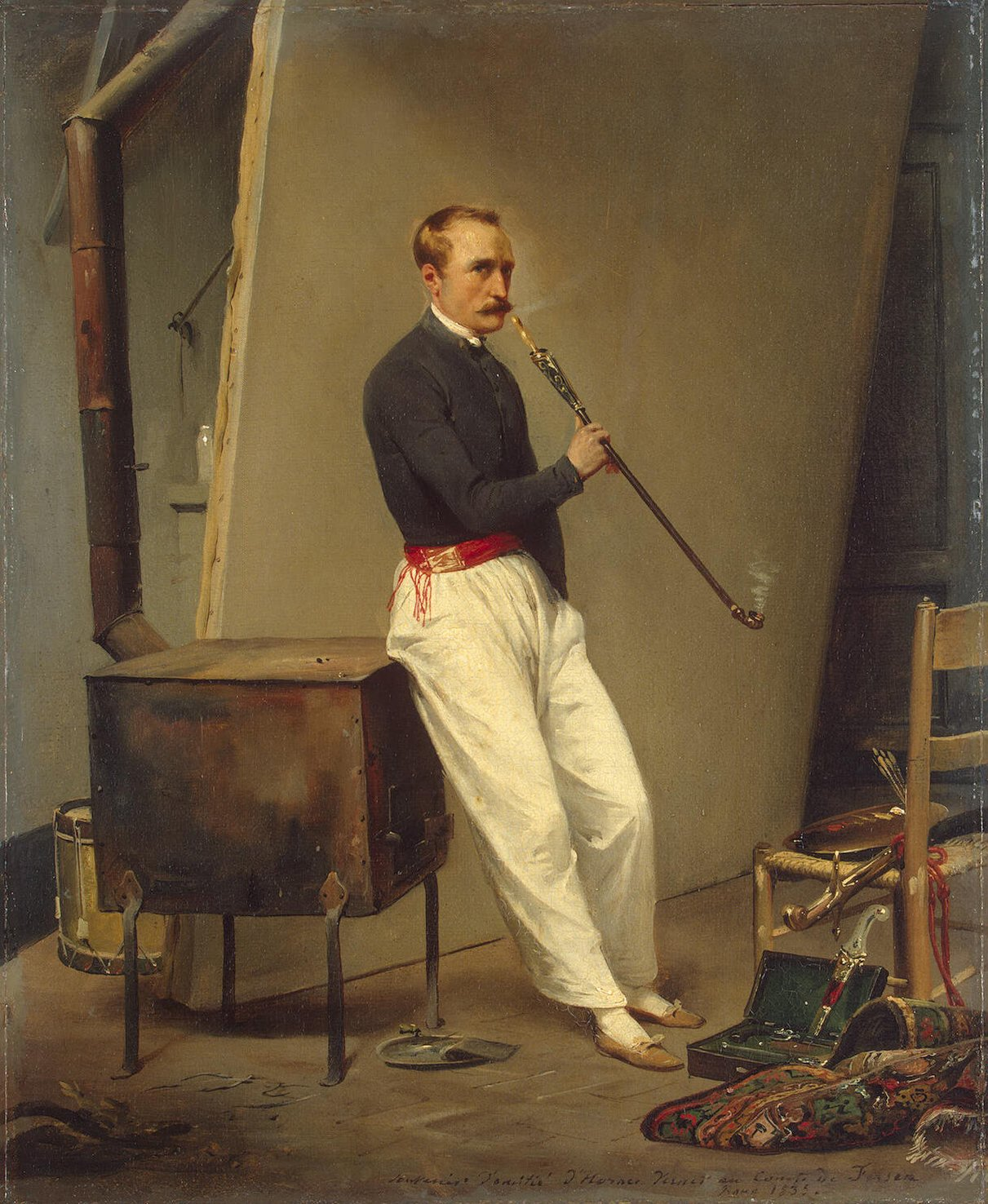
Horace Vernet, autoportrait

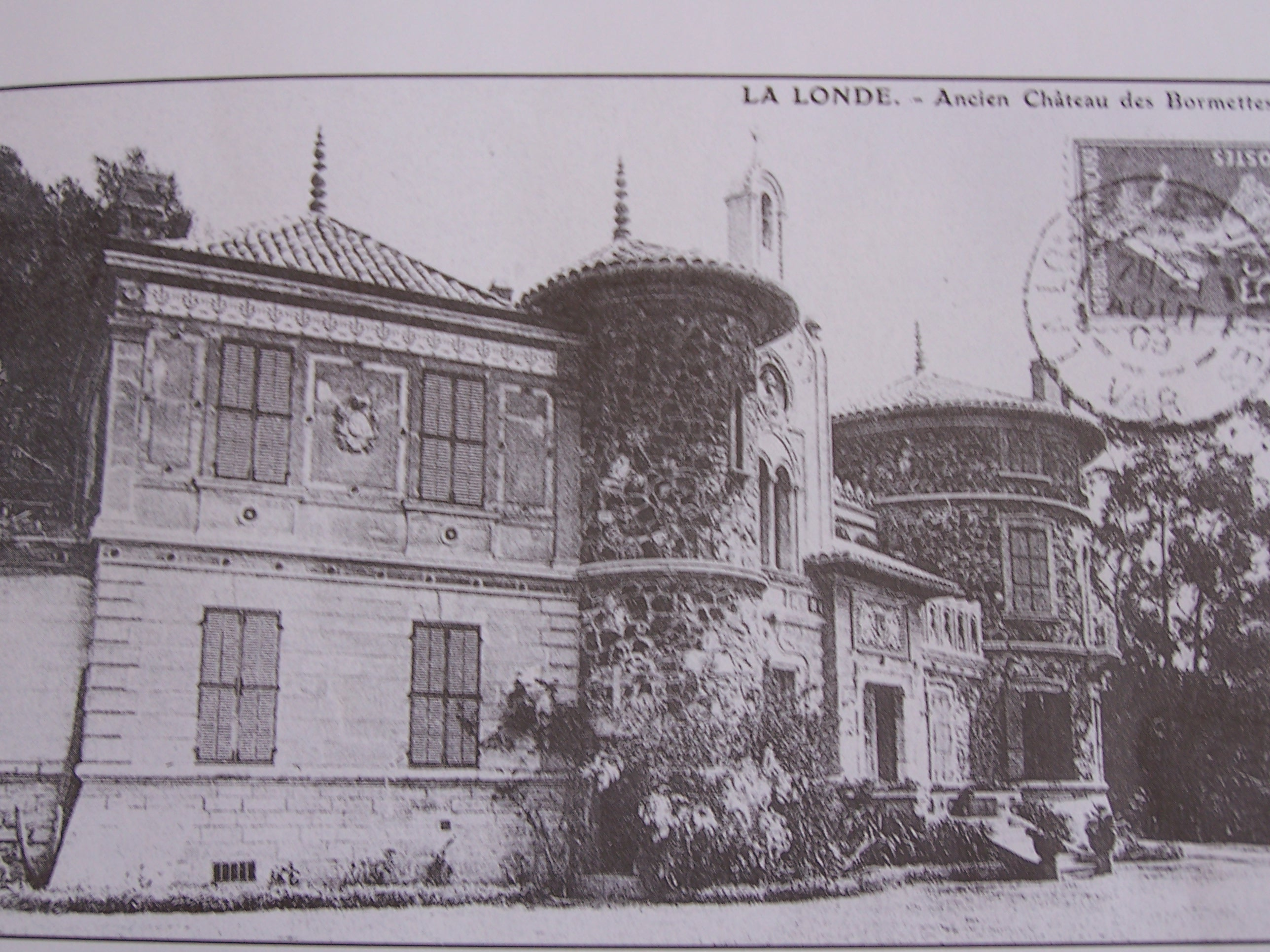
Château Horace Vernet

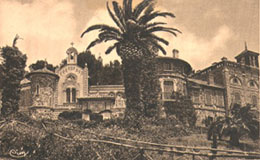
Parc exotique du château Vernet

Avec la nationalisation des biens du clergé, Pierre Laure (ancêtre de Joseph, premier maire londais) devient acquéreur du domaine. En 1855, il est acheté par Horace Vernet, peintre militaire célèbre et peintre officiel de Louis-Philippe et de Napoléon III, attiré dans la région par la célébrité naissante d'Hyères et charmé par la beauté du site. Il s’y fait construire sur les ruines d’une annexe du domaine un château médiéval composé de différents bâtiments hétéroclites dont une chapelle Saint-Victor.

### Victor Roux et l’exploitation minière

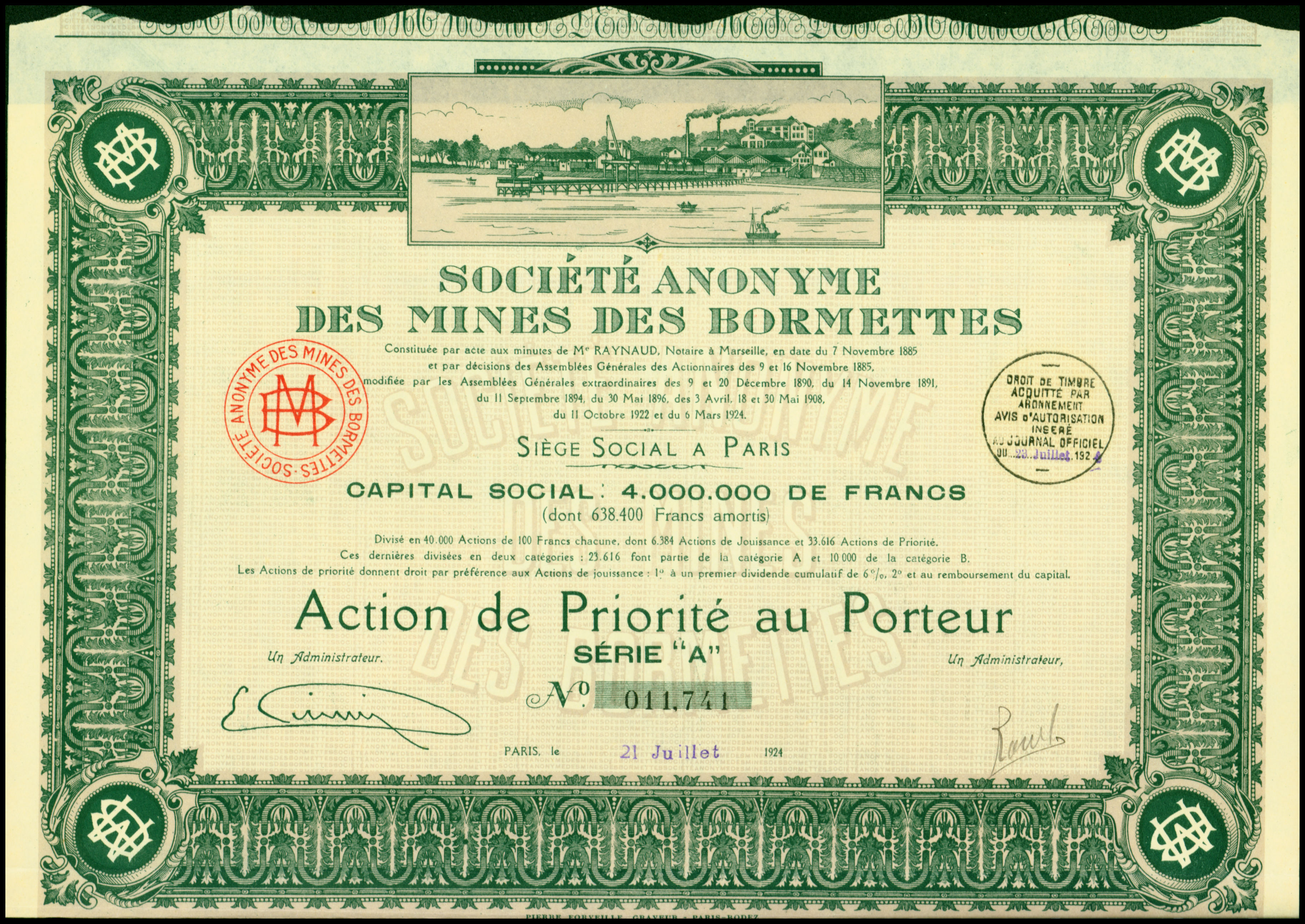
Action de la SA des Mines des Bormettes en date du 21 Juillet 1924

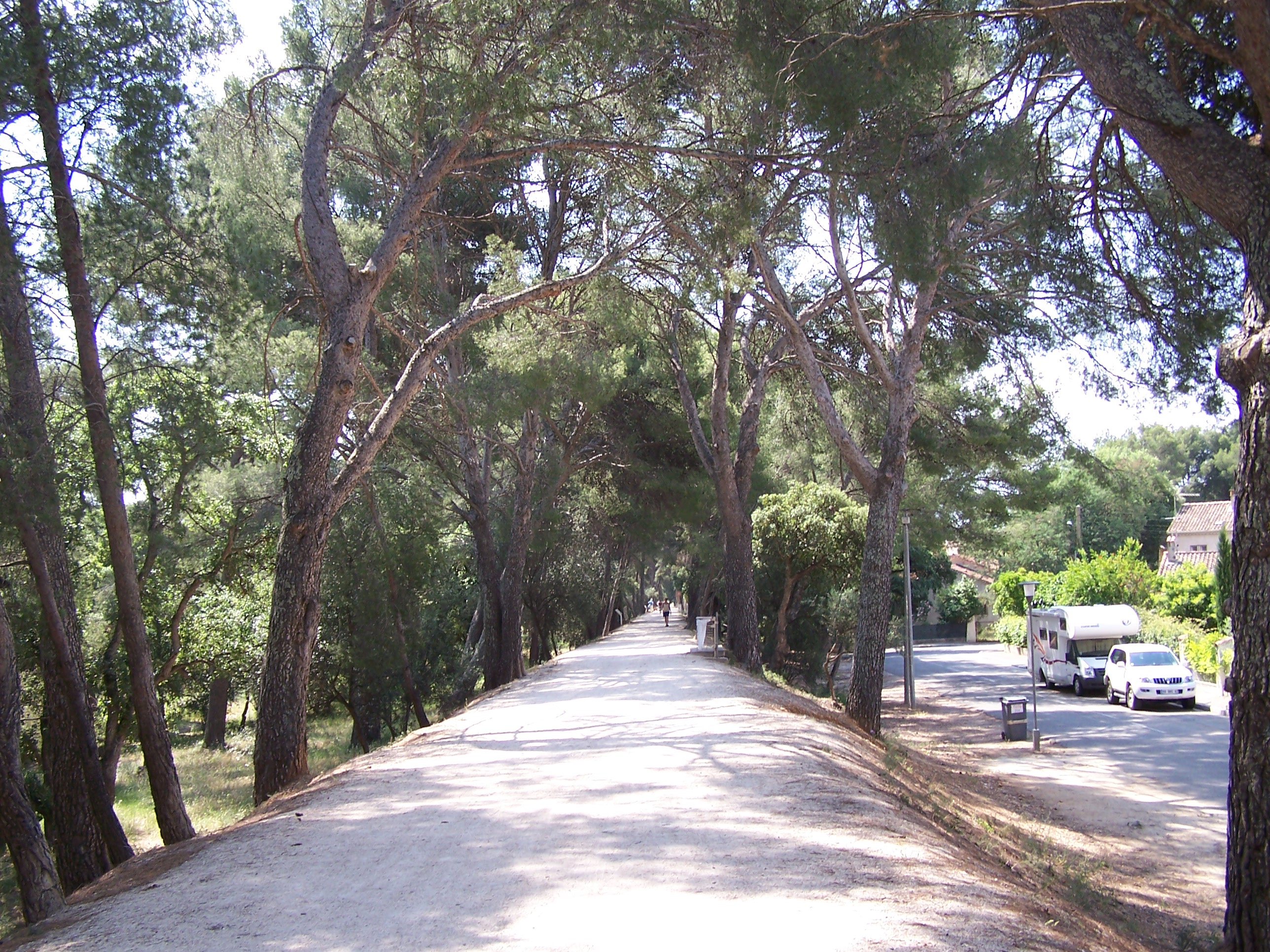
Promenade des Annamites

Quelques années après la mort d’Horace Vernet, un riche financier marseillais, Victor Roux, père d'un futur maire de La Londe, rachète le domaine à son petit-fils et le fait restaurer dans un style andalou dès 1874, l’agrandissant d’une aile et d’un donjon qui lui confère un aspect hispano-mauresque et l’agrémente d’un parc exotique, jugé comme l’un des plus beaux de la Côte d’Azur avec une grande variété de palmiers, mimosas et eucalyptus (au moins 500 plantes exotiques).
Par ailleurs, Victor Roux découvre par hasard un filon de plomb et de zinc à l’Argentière. En 1881, la Société des Mines des Bormettes est créée, l’exploitation commence en 1885, dynamisant le secteur et la ville. La société prospère, les mines s’agrandissent nécessitant la construction d’une voie ferrée permettant le transport des employés et du minerai jusqu’à l’Argentière dont le tracé longe la promenade des Annamites, nom donné en référence aux ouvriers d’Indochine qui ont construit le chemin, ainsi qu’une fonderie. Mais dans les années 1920, le filon s’épuise, l’entreprise décline pour s’arrêter tout à fait en 1929.
Le château Vernet ne doit pas être confondu avec le château des Bormettes, domaine viticole qui à l'origine faisait partie d'une seule et même propriété avec le château Vernet.

### La société Schneider

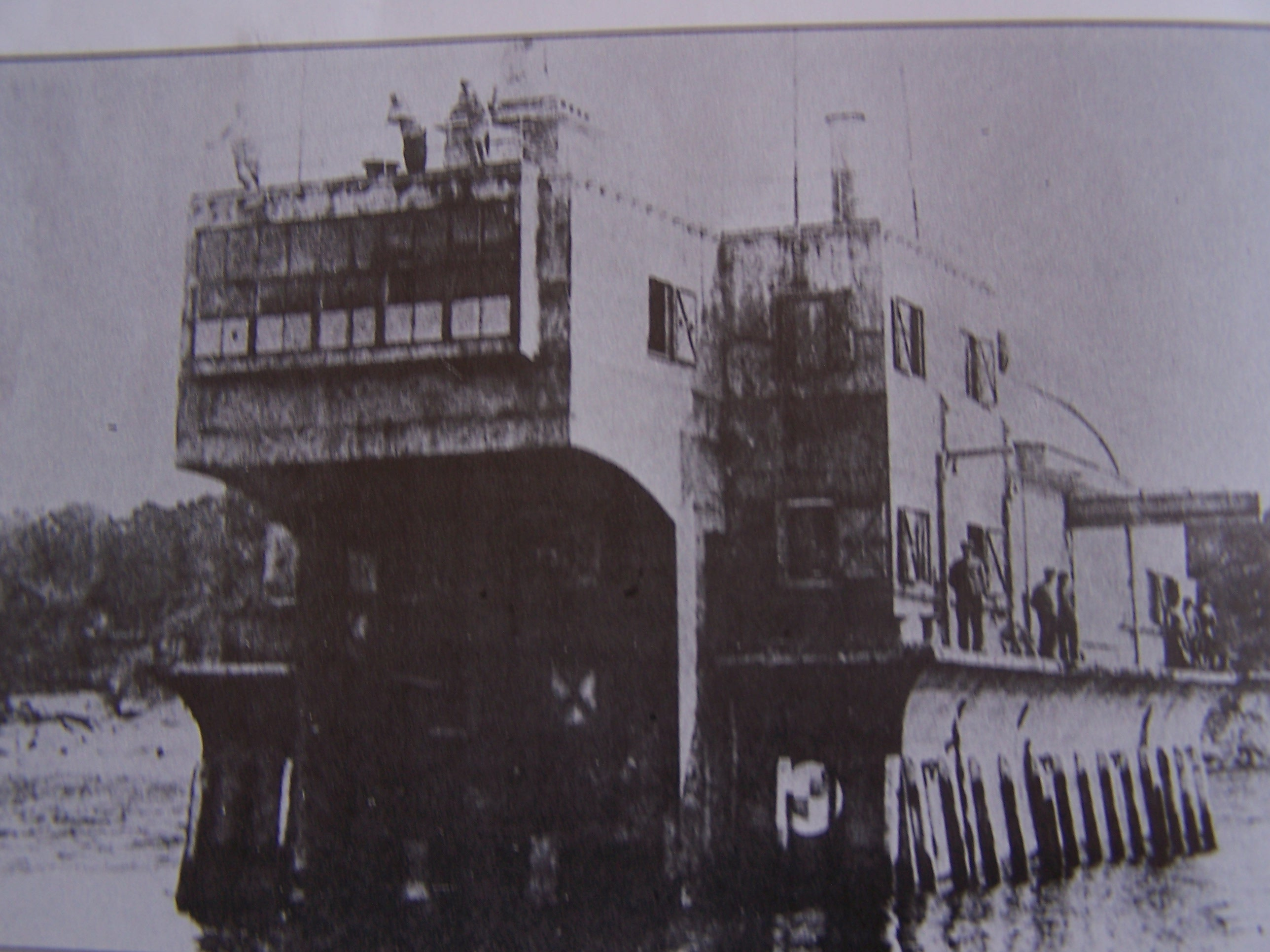
La « machine à coudre »

À cette époque, la société Schneider et Cie (aujourd'hui Schneider Electric) implante une usine d’armement aux Bormettes en rachetant les terrains de Victor Roux. Pour pouvoir tester les lancements de torpilles, on créé une plateforme de lancement artificiel, au large de Léoube, surnommée par les Londais la « machine à coudre » en raison de son allure. Puis en 1912, le bureau d’étude s’installe aux Bormettes entraînant la construction d’un imposant bâtiment, près de la plage des Tamaris qui fabriquera des pièces pour l’armée.
C’est à cette époque que le quartier actuel est construit. En effet, de 1913 à 1920, Eugène II Schneider bâtit des logements autour de l’usine pour ses ouvriers ; 103 maisonnettes et 11 villas sortent de terre. Cette unique cité coron azuréenne est dotée au fur et à mesure d’une coopérative alimentaire, d’une école, d’une salle des fêtes, d’un bureau de poste, d’une boulangerie, d’un bar, de douches publiques, d’une salle de sports… De sorte que les Bormettes, ayant l’eau, le gaz et l’électricité dès leur création, disposant grâce aux fermes de la coopérative d’un service alimentaire à très bas prix, et de tout le nécessaire à la vie quotidienne, vivaient en quasi autarcie par rapport à La-Londe-les-Maures.
En 1929, une curieuse société alsacienne, l’Astrolabe Omininium de l’Est, spécialisée dans le cinéma fait l'acquisition du château des Baumettes. Cette société est en fait un paravent pour les services secrets allemands, servant à espionner l’usine de torpilles. Elle sera expropriée en 1936 et la Marine nationale devint propriétaire du château.
L'usine Schneider est réquisitionnée par les Allemands avec l'occupation de la Zone libre fin 1942 jusqu'au débarquement de Provence le 15 août 1944.
Le château des Bormettes a été vendu par la Marine à la Direction générale des télécommunications en 1972 (aujourd'hui France Telecom) et l'usine des Bormettes s'est arrêtée de fonctionner en 1993.

## Aujourd'hui
L'usine est à l'abandon, même si un projet de réhabilitation est envisagé.

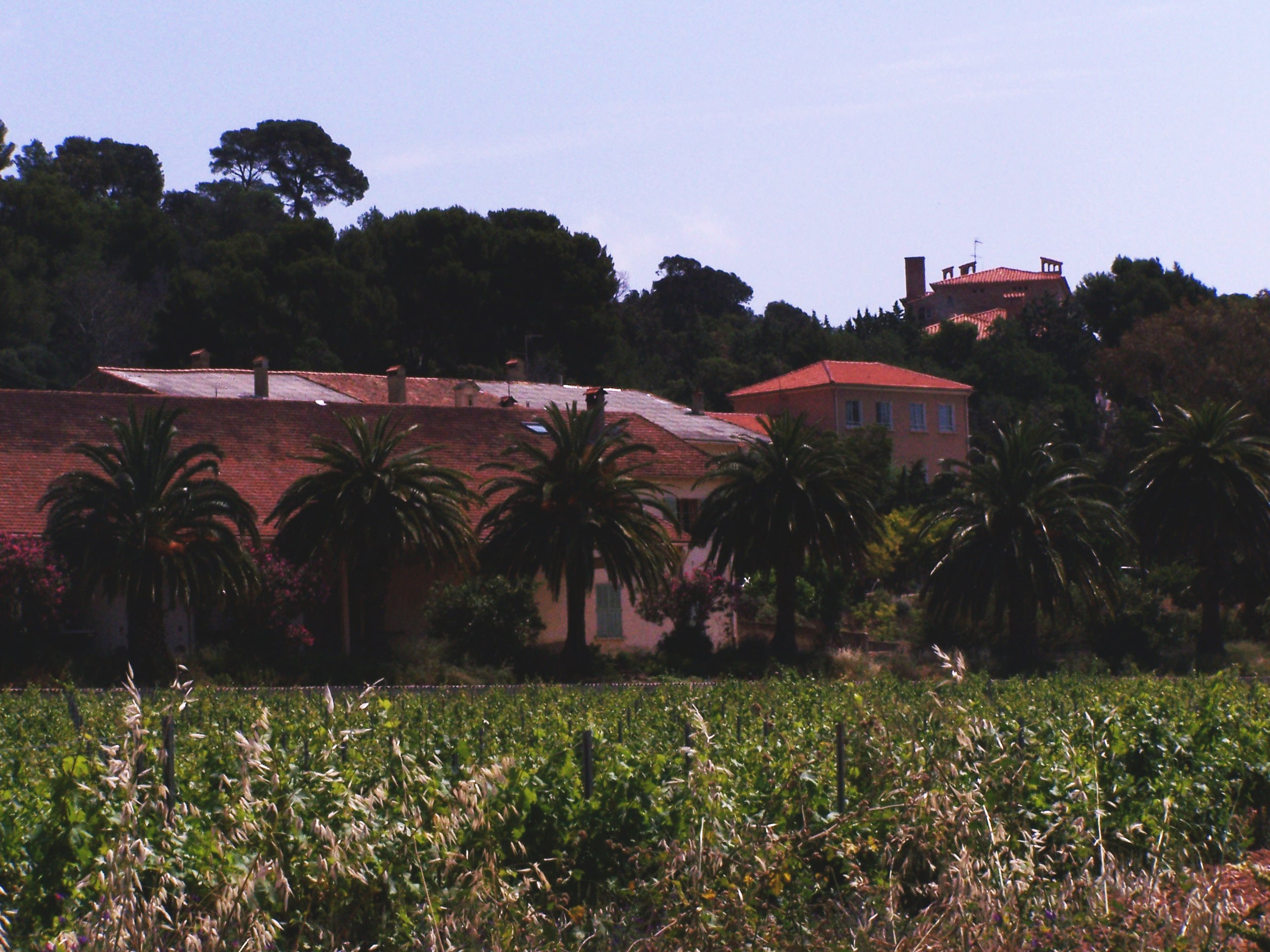
Château des Bormettes
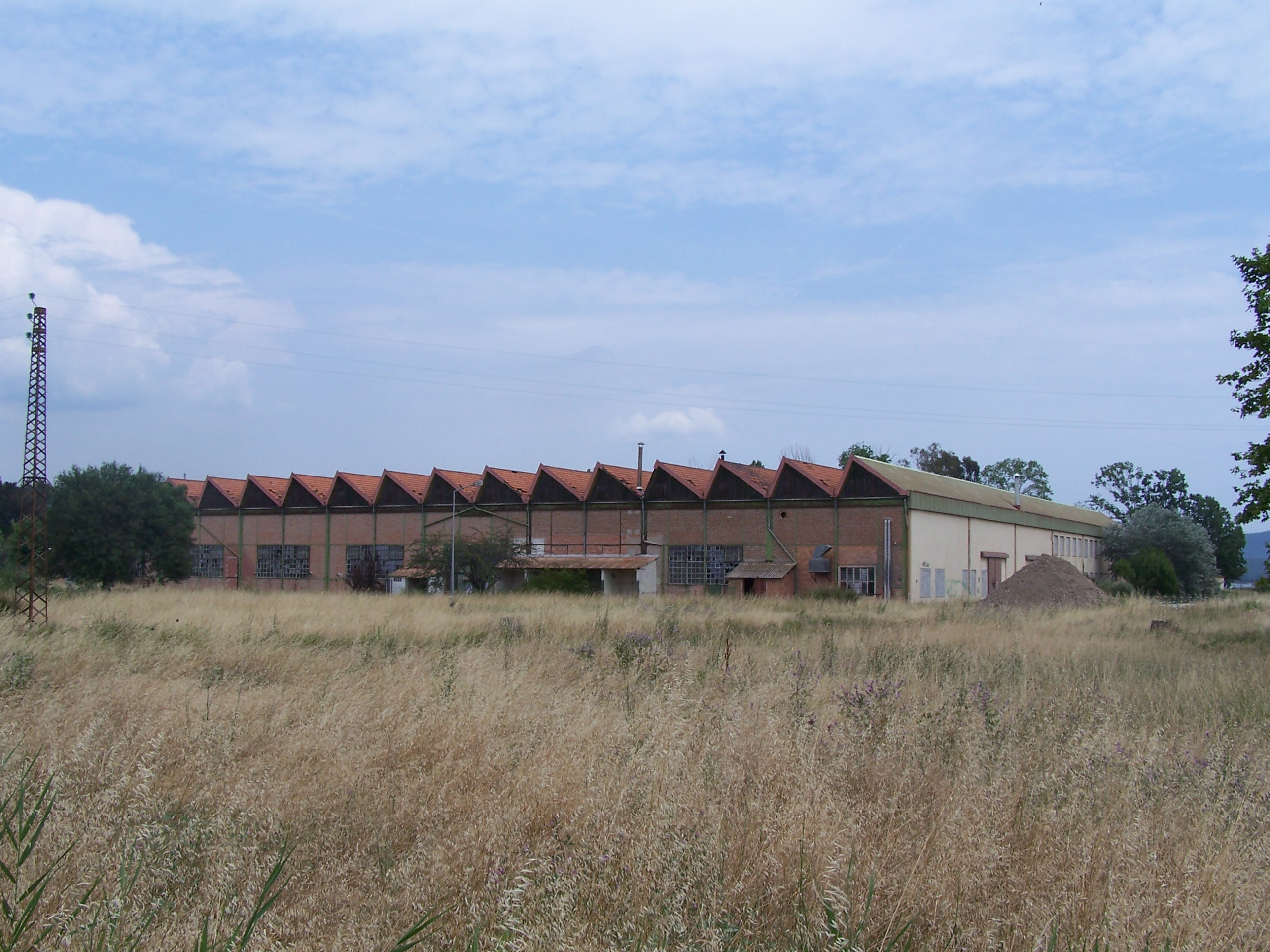
Usine Schneider
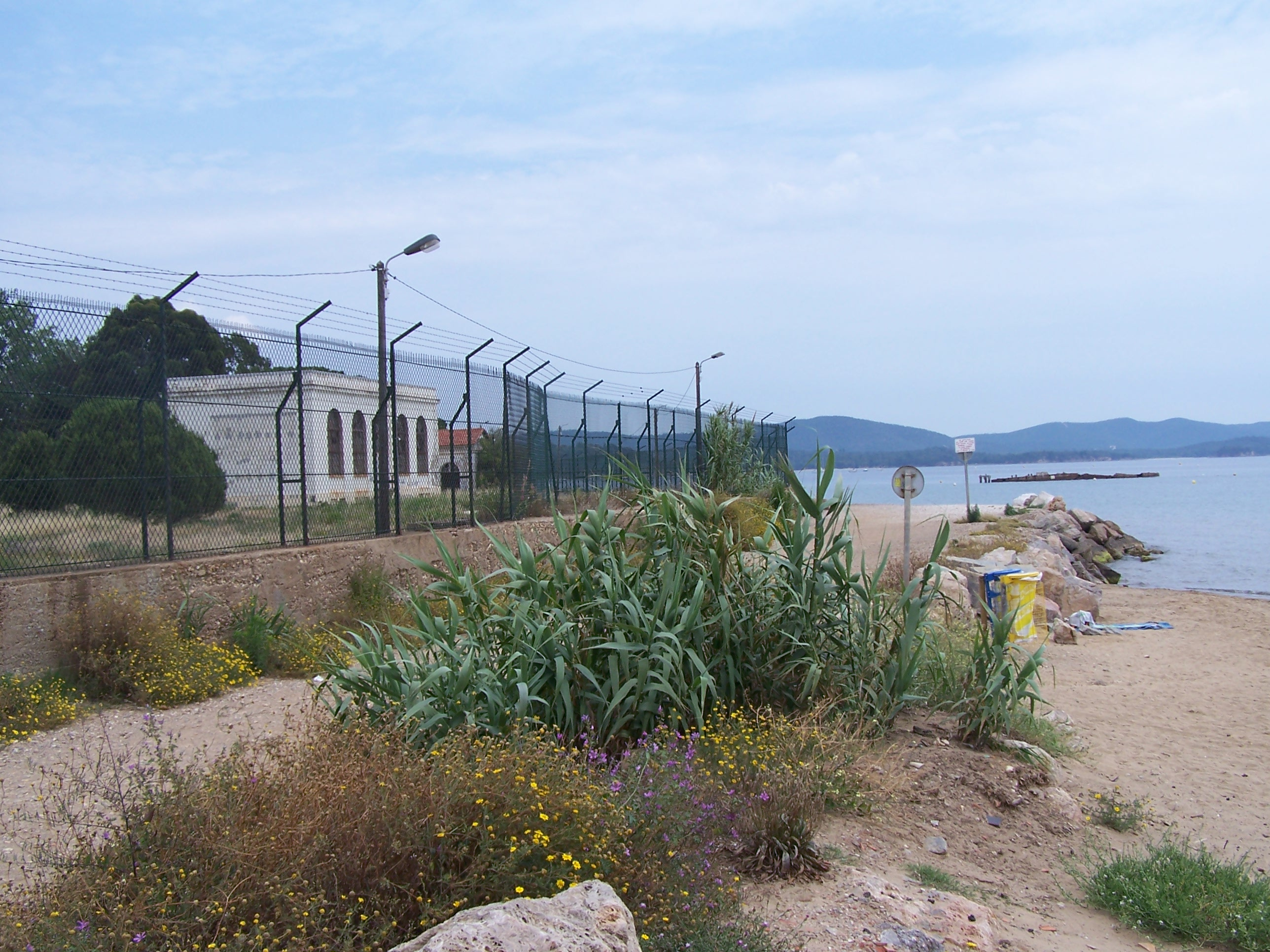
Front de mer de l'usine

Le quartier des Bormettes n’a lui pas beaucoup changé, même si sa périphérie s’est quelque peu urbanisée (Port Miramar, front de mer), l’ensemble restant rural. Il compte à peu près 80 familles, s’est enrichi d’une crèche et d’une école éponyme. L’histoire et le charme de ce quartier font de lui un des attraits touristiques majeurs de la ville de La Londe-les-Maures.

## La Fête des Bormettes

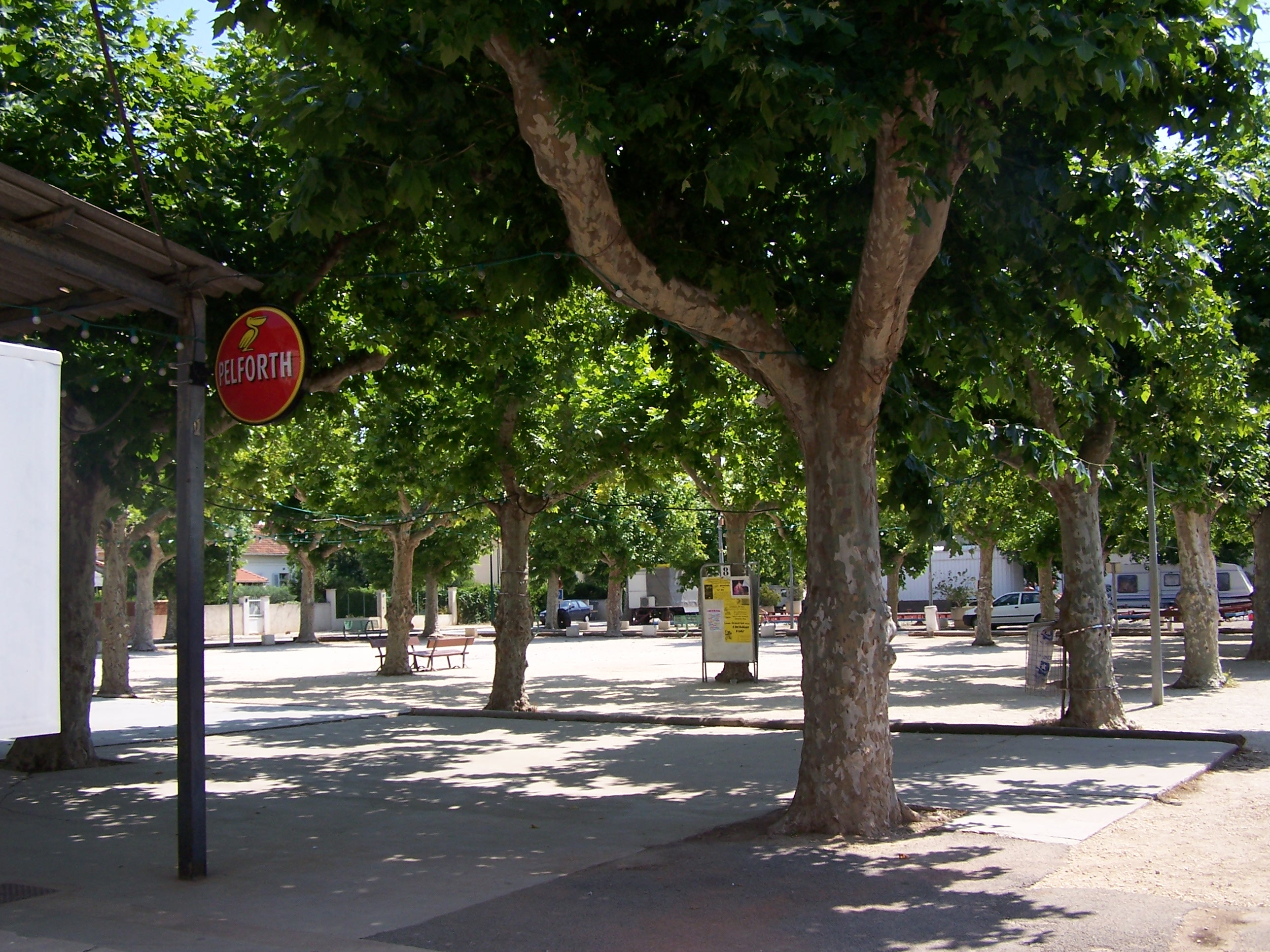
La place Françoise Belot, cœur des Bormettes

Une fois par an, du samedi de Pentecôte au samedi suivant, se tient par la traditionnelle Fête des Bormettes. Elle se déroule sur la place Françoise Belot, principale place du quartier[réf. souhaitée].

## Galerie de photos

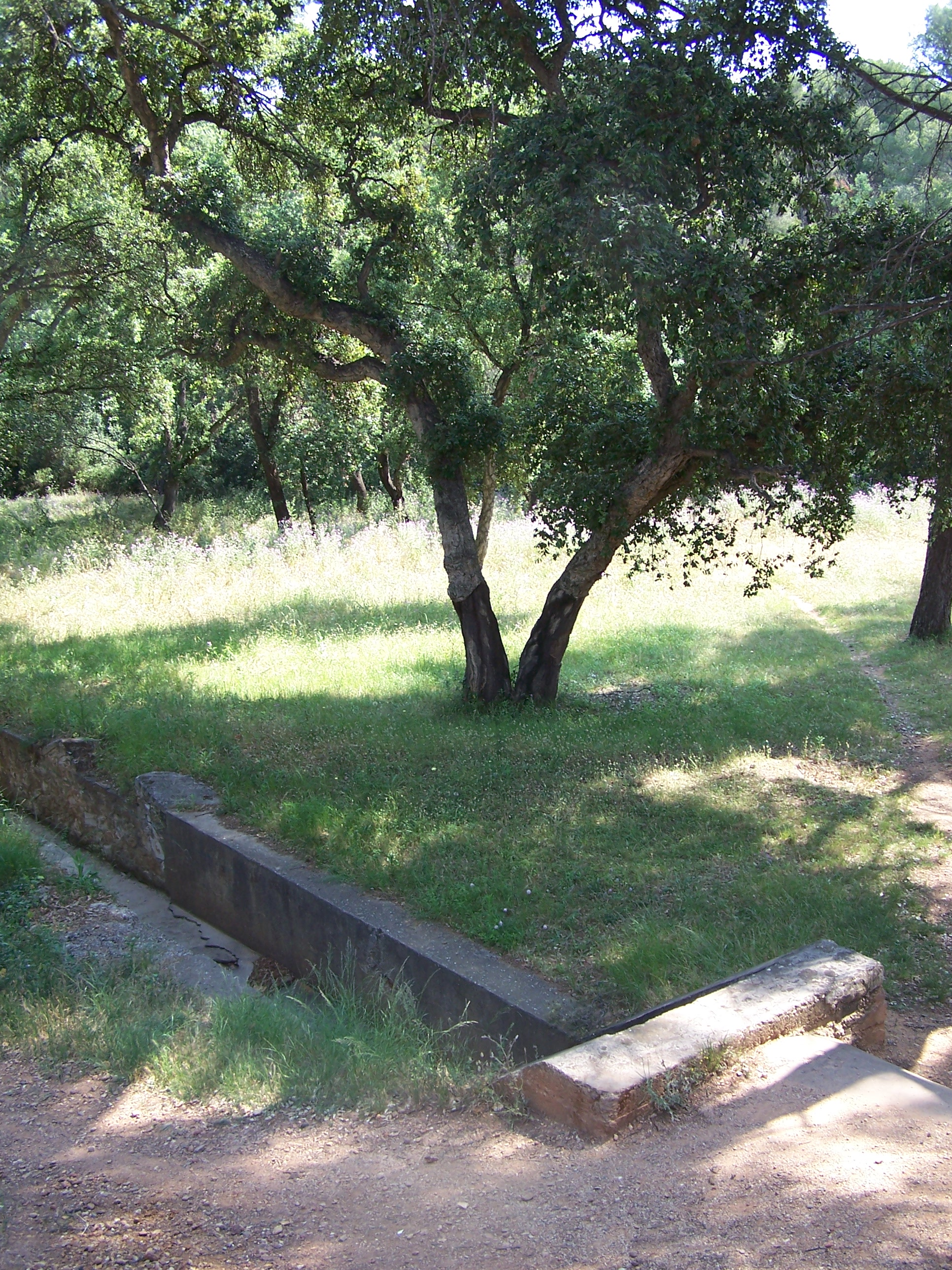
Reste de la voie ferrée
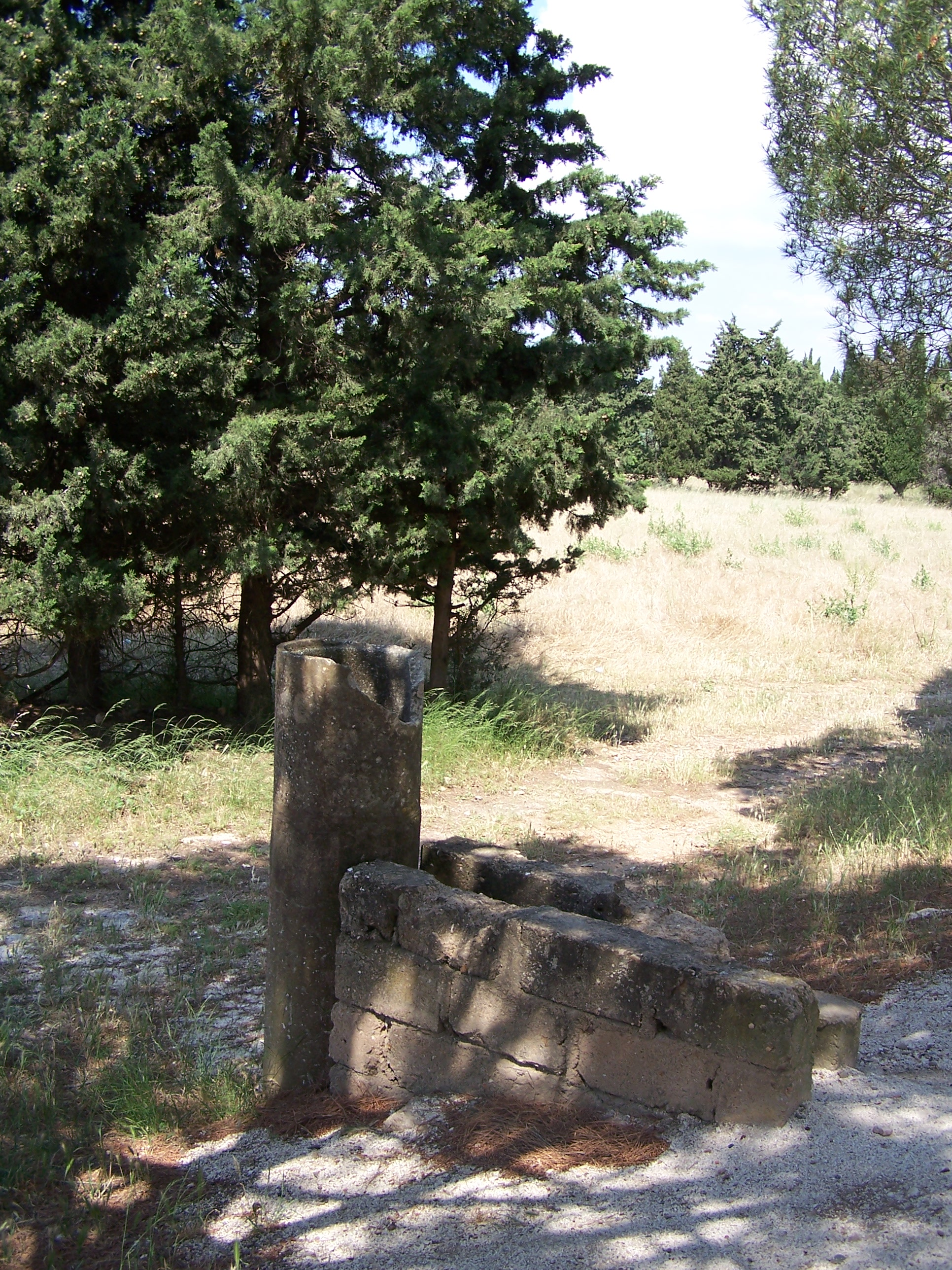
Vestige d'une cheminée
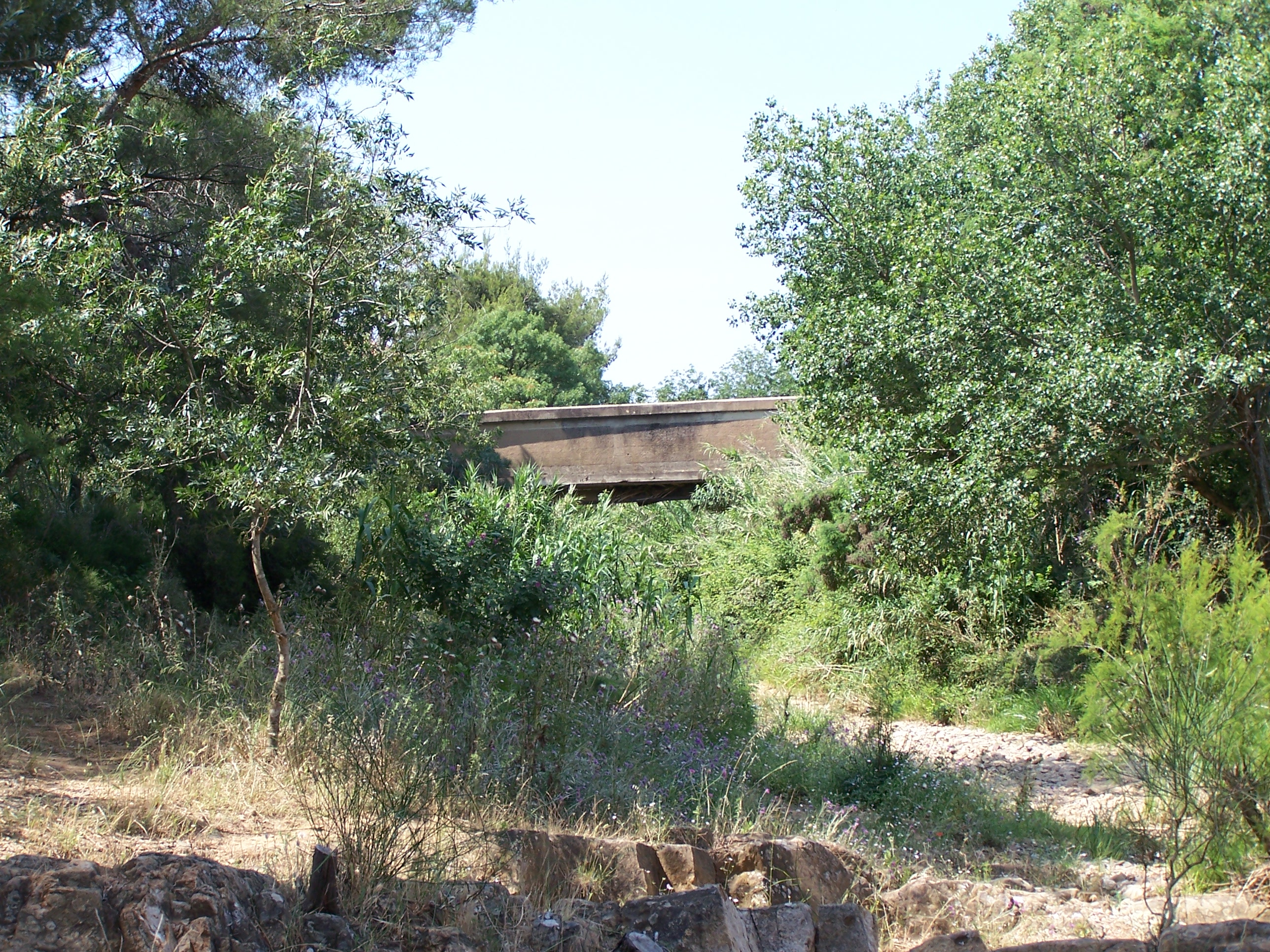
Ancien pont de chemin de fer
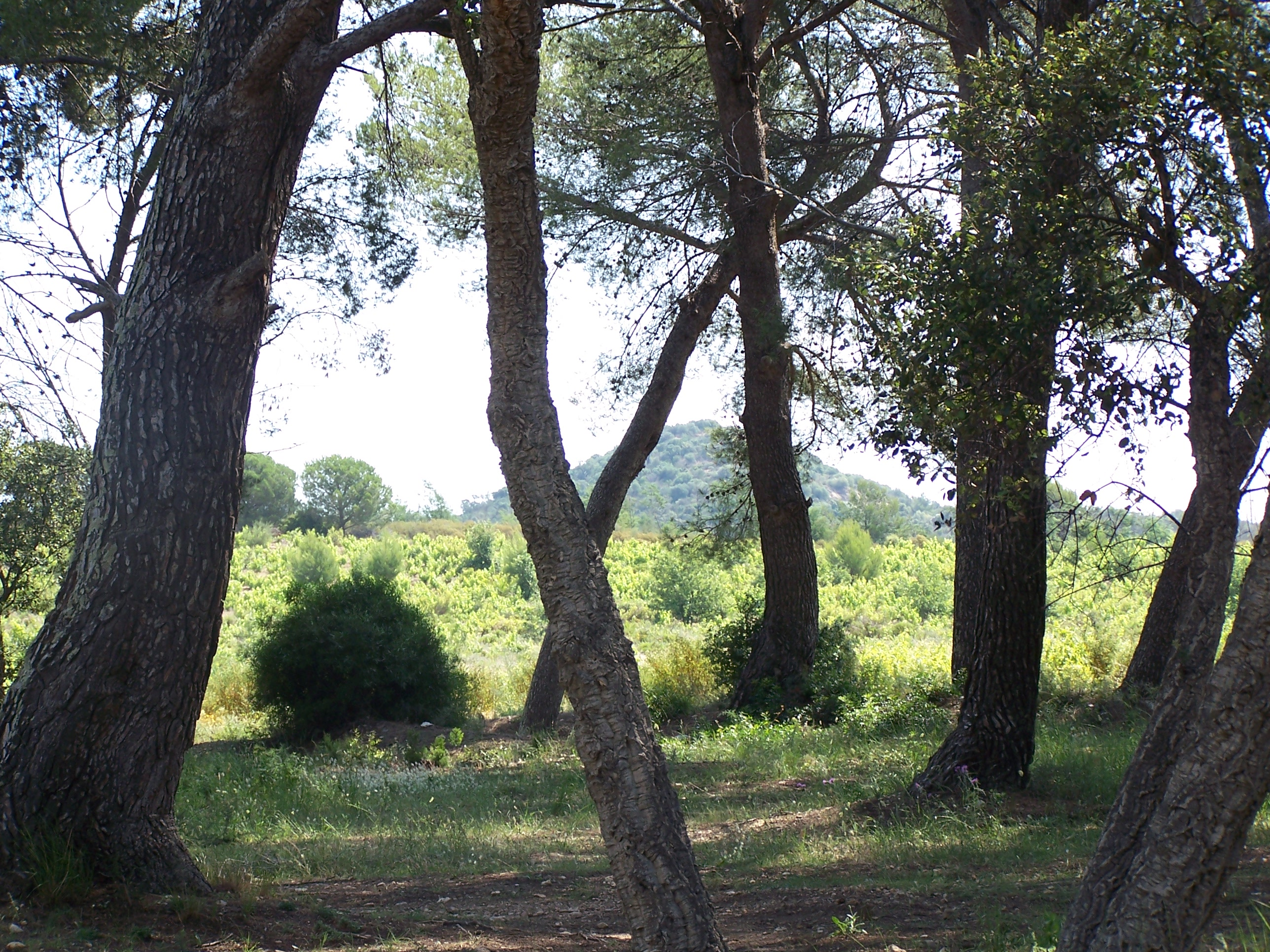
Colline des Bormettes
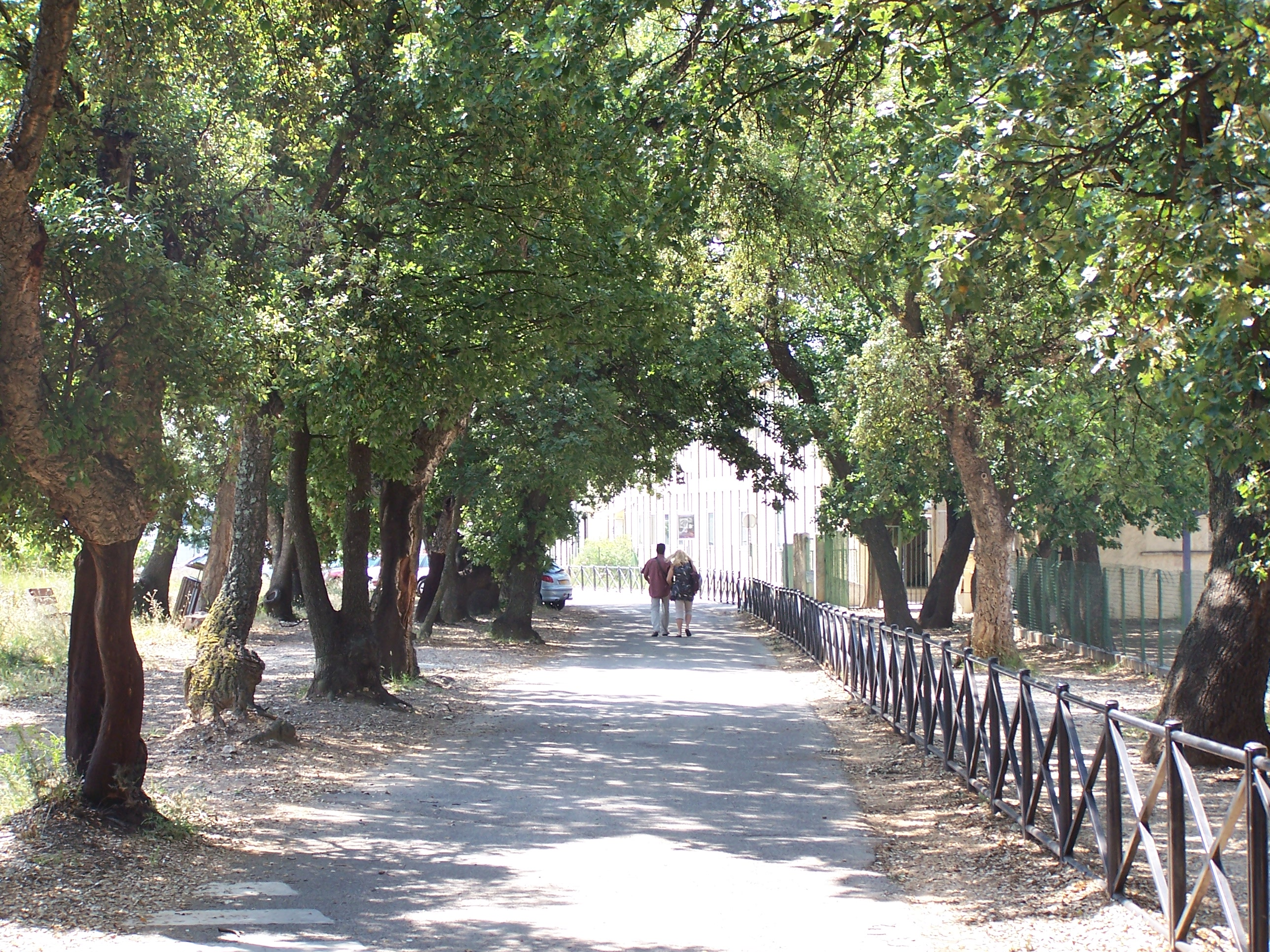
Rue près de l'école
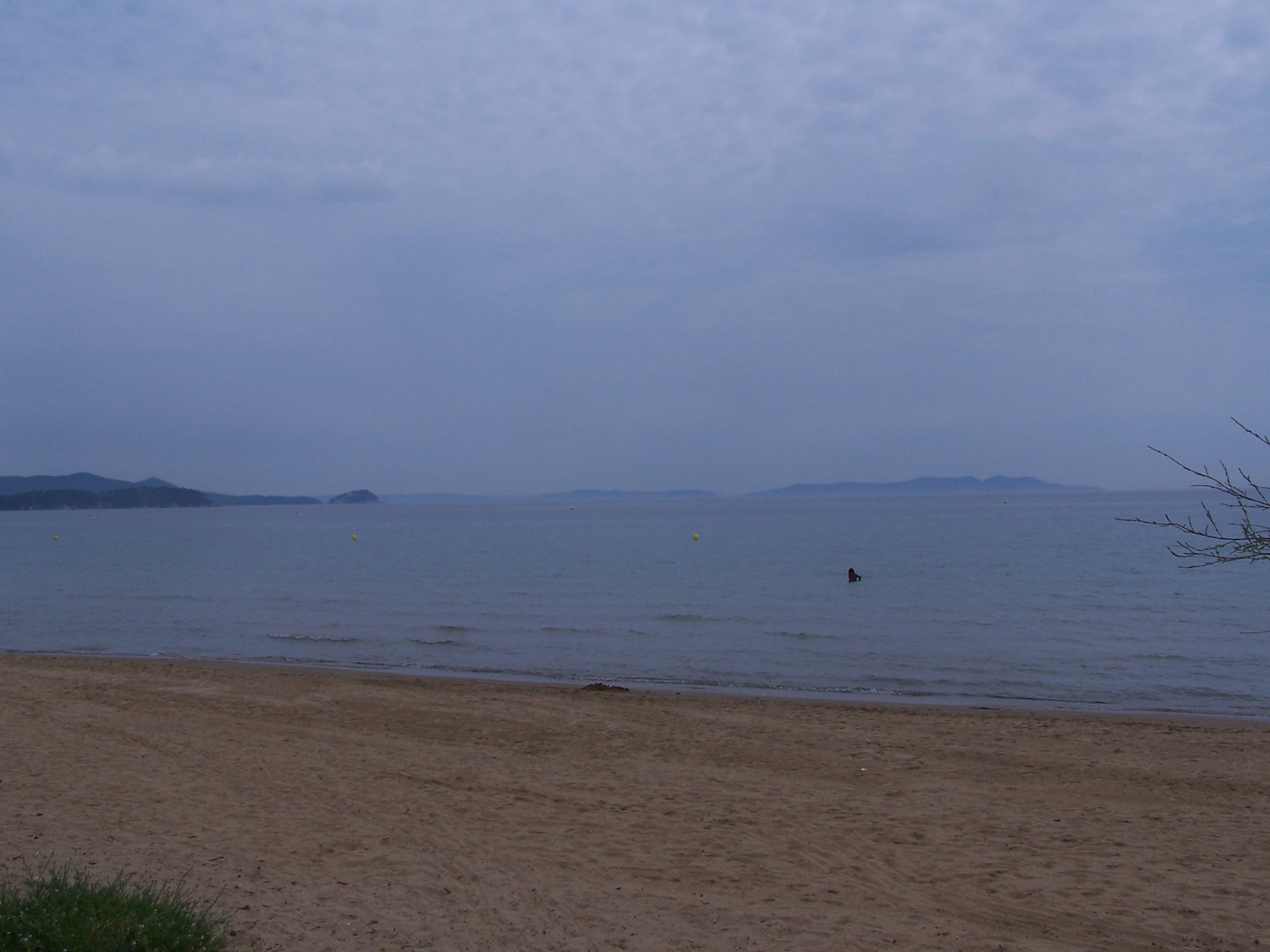
Plage de Tamaris, au fond, le fort de Brégançon, l'île du Levant et Port-Cros